# 揭魁
揭魁（1436年—1495年），字士元，四川成都府內江縣人，軍籍，治《書經》，年三十七歲中式成化八年壬辰科第三甲第一百二十名進士。五月二十三日生，行二，曾祖揭勝才；祖揭仲賢；父揭志清；母冷氏；繼母龔氏。嚴侍下，妻謝氏，兄理，弟璉；簡。由國子生中式順天府鄉試第六名舉人，會試中式第四十名。